# Гепард (гвинтівка)
Гепард — сімейство великокаліберних снайперських гвинтівок угорської розробки та виробництва. Роботи над створенням гвинтівок цієї серії розпочались в 1987 році під керівництвом Ференца Фьолді (угор. Ferenc Földi) з Технологічного інституту народної угорської армії.

## Варіанти
- M2 — самозарядна версія з вкороченим стволом та полегшеною конструкцією.
- M2A2 — іще коротша версія для повітряного десанту та підрозділів спец. призначення. Завдяки зменшенню відбою, стрільба може вестись стоячи.
- M3 — варіант під 14,5 мм набій. Завдяки поліпшенню точності та далекобійності М3 стала найпоширенішою гвинтівкою серії.
- M4 та M5 — варіанти M2, в яких використані кращі матеріали та підвищена надійність. M5 — гвинтівка з поздовжно-ковзним затвором, масою 13 кг. М4 — самозарядна гвинтівка. Ствол знімний, завдяки чому можливе використання як набоїв 12,7×108 мм, так і 12,7×99 мм НАТО.
- M6 як і М3 використовує набої калібри 14,5 мм, посилені певні деталі та поліпшений приціл.